# Merzenich (Nadrenia Północna-Westfalia)
Merzenich – miejscowość i gmina w Niemczech, w kraju związkowym Nadrenia Północna-Westfalia, w rejecnji Kolonia, w powiecie Düren. W 2010 roku liczyła 6853 mieszkańców.